# Ланге, Фриц Фрицович
Фриц Ланге (нем. Fritz Lange; 16 декабря 1899 — 25 июля 1987) — физик, изобретатель центрифужного метода разделения изотопов.

## Биография
Родился в Берлине в семье чиновника. В 1918—1924 годах учился в университетах Фрейбурга, Киля и Берлина. В 1924 году подготовил диссертацию на звание доктора философии по физике низких температур под руководством Вальтера Нернста и в 1924—1933 годах работал его ассистентом в физическом институте Берлинского университета.
После прихода к власти нацистов в 1933 году был вынужден эмигрировать из-за своей антифашистской деятельности. Первая эмиграция была в Англию, а затем в 1935 году по приглашению А. Лейпунского переехал в СССР в Харьков для работы в Украинском физико-техническом институте (УФТИ).
Фриц Ланге был в числе первой группы немецких антифашистов, приехавших в СССР, и его новые советские документы были подписаны лично И. В. Сталиным.
Эти документы, вероятно, уберегли Ф. Ланге от репрессий (Дело УФТИ).
В Харькове Ф. Ланге основал Лабораторию ударных напряжений, которая входила в систему Академии Наук СССР, в то время как УФТИ входил в систему Наркомтяжпрома.
В 1936 году Ф. Ланге направил прошение о принятии советского гражданства, которое и получил 9 февраля 1937 года.
В апреле 1940 года без защиты диссертации Ф. Ланге была присуждена ученая степень доктора физико-математических наук.
С нападением Германии на СССР в 1941 году Ф. Ланге был эвакуирован в Уфу, где стал работать в эвакуированном туда Киевском институте физики и математики.
28 сентября 1942 года вышло Распоряжение ГКО № 2352сс «Об организации работ по урану», в котором Ф. Ф. Ланге предписывалось создать центрифугу для обогащения урана.
Работы по созданию центрифуги курировал президент Академии Наук УССР академик А. А. Богомолец.
Создание работающей обогатительной установки изначально было поручено казанскому заводу горного оборудования «Серп и Молот», но работы не были выполнены.
Реализаций конструкции центрифуги занимался завод № 26, который тоже имел трудности, о чём было сказано в записке И. В. Курчатова заместителю Председателя СНК СССР М. Г. Первухину «О задержках в изготовлении центрифуги и в обеспечении Лаборатории № 2 от 13 апреля 1943 года».
С 1943 года, уже в Свердловске, Ланге работал в Уральском физико-техническом институте.
С 1945 года работал в Москве в возглавляемой И. В. Курчатовым Лаборатории № 2.
17 декабря 1945 года в Москве создана Лаборатория № 4, основной задачей лаборатории стала практическая реализация магнитного метода обогащения урана с использованием газовых центрифуг, Ланге был назначен начальником лаборатории.
В 1951—1952 годах работал в Днепропетровске, затем опять в Москве.
В 1959 году вернулся на постоянное место жительства в Берлин, где возглавил лабораторию физики в Институте биофизики.
Позже Ф. Ланге стал директором Института биофизики, тогдашней Немецкой академии наук в Берлине.
Ф. Ланге оказался единственным из иностранных ученых, работавших в УФТИ в период правления И. В. Сталина, который не подвергся каким-либо репрессиям.

## Вклад в науку
Ещё до эмиграции в СССР Ф. Ланге получил известность благодаря своим опытам по расщепления атомного ядра с помощью грозовых разрядов и разработкам ускорительной техники. В Харькове Ф. Ланге в руководимой им лаборатории создавал высоковольтные разрядные трубки, служившие источниками нейтронов и рентгеновского излучения. Им был построен генератор на напряжение 5 миллионов вольт — крупнейший в мире в то время.
Сотрудник лаборатории Ф. Ланге в Харькове — В. С. Шпинель получил авторское свидетельство на изобретение атомной бомбы. В. С. Шпинель вместе с погибшим в войну сотрудником УФТИ В. Масловым и самим Ф. Ланге ещё в 1940 направили в Наркомат обороны предложение о создании «уранового боеприпаса». Это предложение, однако, не получило поддержки.
Сам Ф. Ланге занимался проблемой разделения изотопов урана и разработал метод центрифугирования. Эти эксперименты с ультрацентрифугами Ф. Ланге проводил во время войны в Уфе, а затем в Москве в Лаборатории 4, руководителем которой он был. По возвращении в Германию в 1959 году посвятил себя биофизике.
Фриц Ланге совместно с коллегами запатентовали 2 вида центрифуг (для обогащения урана) :
1) № 76. Заявка на изобретение Ф. Ланге, В. А. Маслова, В. С. Шпинеля «Способ приготовления урановой смеси, обогащенной ураном с массовым числом 235. Многокамерная центрифуга». [Не ранее 17 октября — не позднее 31 декабря 1940]
2) № 85. Заявка на изобретение Ф. Ланге и В. А. Маслова «Термоциркуляционная центрифуга». [Не ранее 1 января — не позднее 3 февраля 1941]